# 하비에르 시아우리스
하비에르 시아우리스 시아우리스(스페인어: Javier Ciáurriz Ciáurriz, 1946년 3월 5일, 나바라 주 팜플로나 ~)는 스페인의 전직 축구 선수이다. 그는 1968년 하계 올림픽에 스페인 선수단 일원으로 참가했다.